# Mecodema kokoromatua
Mecodema kokoromatua es una especie de escarabajo del género Mecodema y la familia Carabidae. Fue descrita científicamente por Seldon; Leschen & Liebherr en 2012 y es una especie endémica de Nueva Zelanda.
La longitud que alcanza en su máximo desarrollo es de 22 a 25 mm, el ancho pronotal de 4 a 4,5 mm y el elitral de 5 a 5,5 mm. El color de su cuerpo puede variar desde un negro mate a uno birllante y las coxas pueden ser de color marrón rojizo oscuro.